# Xã Zif, Quận Wayne, Illinois
Xã Zif (tiếng Anh: Zif Township) là một xã thuộc quận Wayne, tiểu bang Illinois, Hoa Kỳ. Năm 2010, dân số của xã này là 99 người.